# (15828) Sincheskul
(15828) Sincheskul est un astéroïde de la ceinture principale.

## Description
(15828) Sincheskul est un astéroïde de la ceinture principale. Il fut découvert le 23 janvier 1995 à Ōizumi par Takao Kobayashi. Il présente une orbite caractérisée par un demi-grand axe de 2,38 UA, une excentricité de 0,06 et une inclinaison de 7,4° par rapport à l'écliptique.

## Compléments